# Laura Bugalho
Laura Bugalho (Santiago de Compostela, 6 de mayo de 1964) es una activista transfeminista, sindicalista, independentista gallega.

## Trayectoria
Licenciada en Magisterio y en Pedagogía, especializada en Intervención Social, trabaja en el Área de Migraciones de la Confederación Intersindical Galega (IGC) desde 1992 y es miembro de la Mesa Nacional del Movimiento de Base. También destaca como activista LGBT y por los derechos de las personas migrantes. Es fundadora e integrante del colectivo Transgaliza, participa en la Red Transfeminista de Galicia y en la Red Internacional para la Despatologización Trans. Forma parte del colectivo Stop Desahucios Compostela y milita dentro del movimiento independentista gallego. Participa en charlas, seminarios y conferencias relacionadas con el feminismo, el transfeminismo y la diversidad sexual.
Ha publicado varios artículos en publicaciones como Andaina, A Nosa Terra, Novas da Galiza, Galiza Livre, Diário Liberdade y Sermos Galiza.
En noviembre de 2008, Bugalho denunció una mafia de robo y extorsión a 57 migrantes marroquíes, ayudó a sacar a la luz la trama de la llamada Operación Peregrino. Como resultado de ese caso, Bugalho fue acusada de falsificación de documentos y llevada a juicio. El proceso fue archivado en el año 2013 pero, tras ser recurrido por la Fiscalía en 2016, volvió a los juzgados con una petición de entre tres y seis años de cárcel. Finalmente se llegó a un acuerdo de 11 meses de cárcel y 750 euros de multa, no ingresando en prisión por tratarse de una pena inferior a 24 meses.

## Reconocimientos
Bugalho ha recibido, entre otros, los siguientes premios y reconocimientos:
- 2001 Premio Jurídico por la Defensa de los Derechos y Libertades LGBT.
- 2009 Premio Triángulo de Oro EHGAM.[15]
- 2011 Premio Nicolás Salmerón en la categoría de Defensa de las Libertades Sexuales.[16]